# Darío Ortiz
Hernán Darío Ortiz, né le 14 juillet 1967 à Godoy Cruz en Argentine, est un footballeur argentin qui évoluait au poste de défenseur central. Il est désormais entraîneur et travaille depuis début 2018 avec l'ex footballeur Roberto Depietri au secrétariat du football argentin, afin de dénicher de jeunes footballeurs talentueux.

## Biographie

### Carrière de joueur
Ortiz joue au CD Godoy Cruz, au Club de Gimnasia y Esgrima La Plata, à l'Huracán Corrientes, au Club de Gimnasia y Tiro de Salta, à l'Almirante Brown de Arrecifes et à l'Independiente Rivadavia de Mendoza. 
Il joue plusieurs saisons en première division argentine avec le club du Gimnasia La Plata.
Il gagne la Coupe Centenaire en 1994 avec le Club de Gimnasia y Esgrima La Plata.

### Carrière d'entraîneur
Responsable des divisions inférieures du Club de Gimnasia y Esgrima La Plata, il devient le 29 avril 2011 directeur technique de l'équipe de première division de Gimnasia y Esgrima, à la suite de la démission d'Angel Cappa.
Le 8 avril 2012, sur recommandation du gardien de but Gastón Sessa, Ortiz prend la direction technique du club Boca Unidos.

## Clubs

### Comme joueur
| Club                         | Pays      | Année     |
| ---------------------------- | --------- | --------- |
| Godoy Cruz Antonio Tomba     | Argentine | 1986-1989 |
| Gimnasia y Esgrima La Plata  | Argentine | 1989-1996 |
| Huracán Corrientes           | Argentine | 1996-1997 |
| Gimnasia y Tiro de Salta     | Argentine | 1997-1998 |
| Almirante Brown de Arrecifes | Argentine | 1998-1999 |
| Independiente Rivadavia      | Argentine | 1999-2001 |

### Comme entraîneur
| Club                        | Pays      | Année       |
| --------------------------- | --------- | ----------- |
| Gimnasia y Esgrima La Plata | Argentine | 2011        |
| Boca Unidos                 | Argentine | 2012        |
| Estudiantes de San Luis     | Argentine | 2015        |
| Club Atlético Paraná        | Argentine | 2016 - 2018 |

## Palmarès

### Championnats nationaux
| Titre            | Club                        | Pays      | Année |
| ---------------- | --------------------------- | --------- | ----- |
| Coupe Centenaire | Gimnasia y Esgrima La Plata | Argentine | 1993  |